# Use Your Love
Use Your Love è un singolo del disc jockey olandese Sam Feldt e del duo musicale The Him pubblicato il 9 ottobre 2020.

## Tracce
1. Use Your Love – 2:54
2. Use Your Love (Extended Mix) – 4:09